# Politbureau 1982
Hieronder de samenstelling van het Politbureau van het Centraal Comité van de Communistische Partij van de Sovjet-Unie (stemhebbende leden), in november 1982, na de dood van Leonid Brezjnev en de benoeming van Joeri Andropov tot secretaris-generaal.
| Afbeelding | persoon                     |
|            | Joeri Andropov              |
|            | Konstantin Tsjernenko       |
|            | Andrej Gromyko              |
|            | Michail Gorbatsjov          |
|            | Hejdar Alijev               |
|            | Volodymyr Sjtsjerbytsky     |
|            | Andrej Pavlovitsj Kirilenko |
|            | Dmitri Oestinov             |
|            | Nikolaj A. Tichonov         |
|            | Grigori Romanov             |
|            | Arvids Pelse                |
|            | Victor Grisjin              |
|            | Dinmuchamed Koenajev        |

## Bron
- (en)  Leadership of the Communist Party of the Soviet Union (CPSU, 1917-1991)